# Chunga’s Revenge
Chunga’s Revenge – jedenasty album Franka Zappy, wydany 23 października 1970 roku. Różnorodny pod względem zaprezentowanego stylu, zawiera elementy popu – „Tell Me You Love Me”, „Sharleena”, jak i jazzu – „Twenty Small Cigars”.

## Lista utworów
Wszystkie utwory napisane przez Franka Zappę.
| LP 1. „Transylvania Boogie” – 5:01 2. „Road Ladies” – 4:11 3. „Twenty Small Cigars” – 2:17 4. „The Nancy & Mary Music” – 9:30 1. part 1 – 2:42 2. part 2 – 4:11 3. part 3 – 2:37 1. „Tell Me You Love Me” – 2:43 2. „Would You Go All the Way?” – 2:30 3. „Chunga’s Revenge” – 6:16 4. „The Clap” – 1:24 5. „Rudy Wants to Buy Yez a Drink” – 2:45 6. „Sharleena” – 4:07 | CD 1. „Transylvania Boogie” – 5:01 2. „Road Ladies” – 4:10 3. „Twenty Small Cigars” – 2:17 4. „The Nancy and Mary Music” – 9:27 5. „Tell Me You Love Me” – 2:33 6. „Would You Go All the Way?” – 2:29 7. „Chunga’s Revenge” – 6:15 8. „The Clap” – 1:23 9. „Rudy Wants to Buy Yez a Drink” – 2:44 10. „Sharleena” – 4:04 |

## Pozycje na listach
| Rok  | Lista                  | Pozycja |
| ---- | ---------------------- | ------- |
| 1970 | Pop Albums (Billboard) | 119     |